# NO END SUMMER
「NO END SUMMER」（ノー・エンド・サマー）は、1985年8月5日に発売された角松敏生通算7作目のシングル。

## 解説
「NO END SUMMER」は、アルバム『GOLD DIGGER〜with true love〜』からのリカット・シングル曲で、アルバム・ヴァージョンとはテイクが異なり、エンディングが長くなっている。また、バラード・ベスト・アルバム『T's BALLAD』にはファンのコーラスによるリフレインが収録され、その後もステージで演奏される機会の多い楽曲となっている。
「YOU'RE NOT MY GIRL」はこのシングルのみでの収録曲。後にシングル「THE BEST OF LOVE」のカップリング曲として“POWERFUL REMIX”が収録された。
両曲ともベスト・アルバム『1981-1987』にリテイク・ヴァージョンが収録されたほか、「NO END SUMMER」は2012年にリリースされた初のリメイク・ベスト・アルバム『REBIRTH 1 〜re-make best〜』にセルフ・カヴァー・リテイク・ヴァージョンで収録された。

## 収録曲

### SIDE A
1. NO END SUMMER
  - 作詞 · 作曲 · 編曲：角松敏生
  - フジテレビ系｢なるほど!ザ・ワールド｣イメージソング

### SIDE B
1. YOU'RE NOT MY GIRL
作詞 · 作曲 · 編曲：角松敏生

## クレジット
- 担当ディレクター：岡村右